# Мордасов, Михаил Иванович
Михаил Иванович Мордасов (род. 14 октября 1995 года, Новосибирск) — российский бобслеист, участник Олимпиады — 2022. Мастер спорта России международного класса (2017).

## Карьера
С 14 лет занимался лёгкой атлетикой. Участвовал во всероссийских соревнованиях по барьерному бегу, но на международной арене не соревновался.
В 18 лет перешёл в бобслей. Тренерской подготовкой спортсмена в Новосибирском центре высшего спортивного мастерства занимался Валерий Мартюшов, позднее — Евгений Печёнкин, В. А. Зайцева. На внутренних турнирах представляет Москву.
Победитель первенства мира (до 23 лет) 2017 года в двойках и четвёрках. Победитель юниорского чемпионата мира 2020 года в четверках и серебряный призёр — в двойках.
С 2017 года входил в состав сборной России. В сезоне 2020/21 на этапе Кубка мира в Игльсе впервые попал в тройку призёров в двойках, в сезоне 2021/22 стал победителем одного этапа в двойке, а также попадал в топ-3 в двойках и четвёрках. Победа на этапе КМ двойки Гайтюкевича и Мордасова 1 января 2022 года стала первой для россиян с 2017 года. Бронзовый призёр чемпионата Европы 2022 года в двойках. На Олимпиаде 2022 года принимал участие только в четвёрках, где занял итоговое седьмое место.
Неоднократный призёр внутренних соревнований, в том числе двукратный чемпион России 2024 года, победитель этапа Кубка России.